# Катастрофа DC-9 под Нуэво-Берлином
Катастрофа DC-9 под Нуэво-Берлином — крупная авиационная катастрофа, произошедшая вечером, в пятницу, 10 октября 1997 года. Авиалайнер McDonnell Douglas DC-9-32 авиакомпании Austral Líneas Aéreas выполнял внутренний рейс AU2553 по маршруту Посадас—Буэнос-Айрес, но через 52 минуты после взлёта рухнул на землю около Нуэво-Берлина (Уругвай). Погибли все находившиеся на его борту 74 человека — 69 пассажиров и 5 членов экипажа.
На 2023 год катастрофа рейса 2553 остаётся крупнейшей (по числу погибших) авиакатастрофой в истории Уругвая.

## Самолёт
McDonnell Douglas DC-9-32 (регистрационный номер LV-WEG, заводской 47446, серийный 561) был выпущен в 1969 году (первый полёт совершил 5 декабря). 24 декабря того же года был куплен авиакомпанией Iberia, в которой получил бортовой номер EC-BQT и имя Ciudad de Murcia. 30 октября 1993 года был куплен авиакомпанией Austral Líneas Aéreas и его бортовой номер сменился на LV-WEG. Оснащён двумя турбореактивными двигателями Pratt & Whitney JT8D-7B. На день катастрофы совершил 54 800 циклов «взлёт-посадка» и налетал 56 854 часа.

## Экипаж
Состав экипажа рейса AU2553 был таким:
- Командир воздушного судна (КВС) — 40-летний Хорхе Сесер (исп. Jorge Cécere). Опытный пилот, в авиакомпании Austral Líneas Aéreas проработал 8 лет и 7 месяцев (с 6 марта 1989 года). Управлял самолётами Aeritalia G.222, Saab 340, Short 330, BAC 1-11 и McDonnell Douglas MD-80. В должности командира McDonnell Douglas DC-9 — с 18 июля 1997 года (до этого управлял им в качестве второго пилота). Налетал 9238 часов, 223 из них на DC-9 (177 из них в качестве КВС).
- Второй пилот — 40-летний Орасио Нуньес (исп. Horacio Núñez). Опытный пилот, в авиакомпании Austral Líneas Aéreas проработал 4 года и 7 месяцев (с 8 марта 1993 года). Управлял самолётами CASA CN-235 и Fokker F28. В должности второго пилота McDonnell Douglas DC-9 — с 27 апреля 1995 года. Налетал 2910 часов, 1384 из них на DC-9.

В салоне самолёта работали трое бортпроводников:
- Сусана Тротта (исп. Susana Trotta) — старший бортпроводник,
- Бибиана Румачелла (исп. Bibiana Rumachella),
- Фернандо Альварес (исп. Fernando Álvarez).

## Расследование
Расследование причин катастрофы рейса AU2553 проводило Национальное управление гражданской авиации и авиационной инфраструктуры (DINACIA).
Окончательный отчёт расследования был опубликован в декабре 1998 года.

## Культурные аспекты
Катастрофа рейса 2553 вошла в основу фильма Военно-воздушные силы, Инкорпорейтед 2006 года.